# Niconico
Niconico (ニコニコ Nikoniko?, lit. "Sonrisa de oreja a oreja"), anteriormente conocido como Nico Nico Douga (ニコニコ動画 Niko Niko Dōga?, lit. "Videos Sonríe"), es una web de alojamiento de vídeos de origen japonés creada por Niwango. Nico Nico Douga, según Alexa, es la duodécima web más visitada en Japón.

## Historia

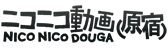
Logotipo de Nico Nico Douga, utilizado hasta 2012.

NicoNico Douga fue utilizado inicialmente como una fuente de vídeos en Youtube. El tráfico era muy alto, pero había un bloqueo por YouTube. Después se estableció de dos semanas de un servidor de vídeo independiente.

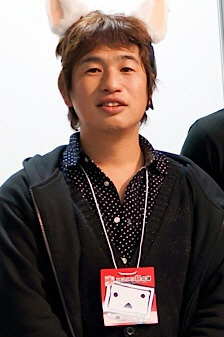
Nobuo Kawakami, fundador y CEO de NicoNico.

El 7 de mayo de 2007, se estableció un sitio móvil. Desde el 9 de agosto de 2007, los teléfonos móviles con NTT DoCoMo son compatibles.
El 1 de julio de 2008 Nico Douga contó 7 900 000 usuarios normales y 204 000 usuarios prémium. Debido a que el 1 % de los usuarios era de habla china el sitio ha sido traducido a este idioma. Desde julio de 2008, existen versiones en español y alemán, y desde abril de 2011, una versión en inglés.
El 27 de abril de 2012, Nico Nico Douga anunció el cambio de nombre como Niconico, así como la introducción de una nueva versión "Cero" de la página web que mejora la resolución de vídeo, junto con varias otras mejoras.

## Características
Los vídeos alojados en Nico Nico Douga solo pueden ser vistos y compartidos a través del registro en la página. A pesar de ello, en la actualidad tiene una gran difusión a nivel mundial, por lo cual ha sido traducida a diversos idiomas.
A diferencia de otras páginas de alojamiento de vídeo, los comentarios del vídeo van pasando horizontalmente por el mismo. Como innovación al sistema de Nico Nico Douga, las etiquetas o Tags del vídeo pueden ser editados por cualquiera y no solo por el que lo comparte, lo cual proporciona accesibilidad en las búsquedas.
Nicovideo también tiene estas funcionalidades:
- Alta calidad de video: Nico Nico Douga permite a sus usuarios pre-codificar su vídeo para que se muestre en la web sin ninguna modificación de formato o calidad.

Desde el 5 de julio de 2008, los formatos h.264 (Video) y AAC (Audio) son compatibles para los usuarios con una cuenta gratuita o prémium.
- Mylist: Cada usuario puede crear mylists, su función es similar a una lista de marcadores o una lista de reproducción. Cada usuario puede crear veinticinco mylist, y en cada mylist se pueden recopilar 100 videos, y si se tiene una cuenta prémium sube a 500. Los videos de estas listas se pueden ordenados por número de visitas o de comentarios. Las mylist se pueden hacer públicas opcionalmente para darle varios usos.

- Comentarios del autor: El autor del video también puede dejar comentarios en el video sin tener que modificarlo, normalmente se usa para poner las letras de una canción o para subtítulos.

- Nicoscript: Usando una serie de comandos especiales, el autor puede añadir efectos especiales al vídeo, votaciones, transferencia automática a otros vídeos, encuestas, etc.

El 27 de abril de 2012, Nico Nico Douga, anunció que sería renombrado como Niconico, así como la presentación de una nueva versión de la página web que mejoría la resolución de vídeo, junto con otras varias actualizaciones.